# Malagiella nikina
Malagiella nikina is een spinnensoort in de familie van de dwergcelspinnen. De spin behoort tot het geslacht Malagiella. De wetenschappelijke naam van de soort werd voor het eerst geldig gepubliceerd in 2011 door Ubick & Griswold.
De soort is endemisch in Madagaskar. De soort komt voor in de regio Haute Matsiatra en leeft op het Andringitramassief op een hoogte van 825 tot 1200 meter. Vrouwtjes hebben een lengte van 1,48 tot 1,64 millimeter.